# Ford Crown Victoria
Ford Crown Victoria ("Crown Vic") este un sedan de dimensiuni mari care a fost comercializat și fabricat de Ford. Varianta Police Interceptor (Interceptor de Poliție) a fost comercializată între anii 1998 și 2011, în special pentru departamentele americane și canadiene de poliție. Există de asemenea și varianta Crown Victoria sedan (2002-2011) cu ampatament lung, care a fost comercializată în principal pentru flotele de taxi.
Crown Victoria are tracțiune pe spate și un motor V8 standard.

## Variante

### Interceptor de Poliție (1998–2011)

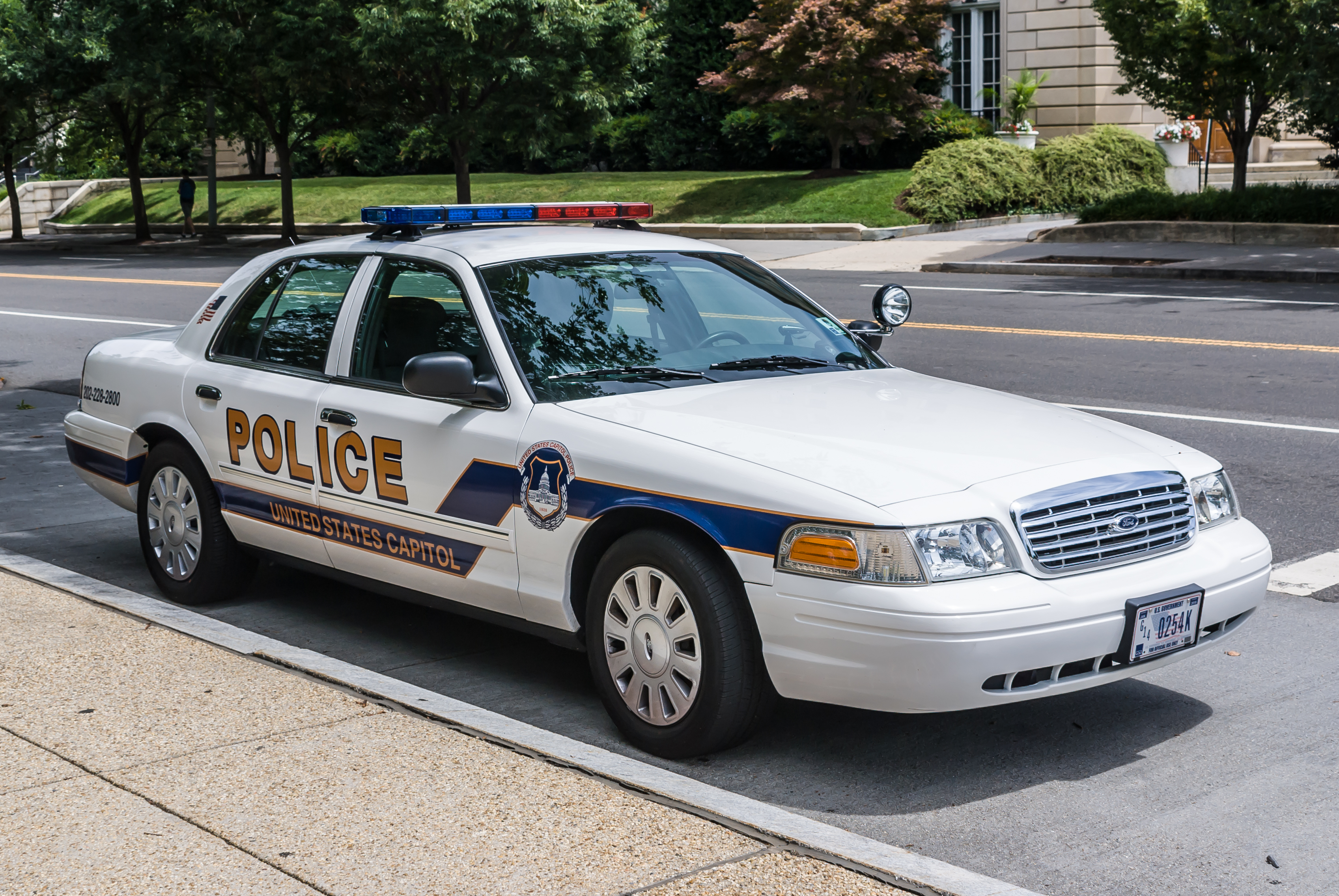
Interceptor al Poliției Capitolului Statelor Unite

Începând cu modelul din anul 1998, versiunea de poliție a Crown Victoria, numită anterior Crown Victoria P71, a fost schimbată în Police Interceptor. Modelele pentru poliție vin cu o grilă frontală neagră și au mai multe îmbunătățiri mecanice, cum ar fi frâne și suspensii mai bune, iar modelele mai noi au inclusiv caracteristici suplimentare de siguranță pentru a preveni incendierea mașinii în cazul unui accident. Ford a înlocuit „interceptorul” de poliție Crown Victoria cu versiunile modernizate Ford Explorer și Ford Taurus, producția acestui model încetând din luna aprilie a anului 2011.

### Versiunea comercială cu ampatament lung (2002–2012)
În 2002, Ford a introdus o versiune cu ampatament lung a Crown Victoria, extins cu 15 centimetri. Ampatamentul a fost modificat prin utilizarea unei platforme mai lungi și prin lungirea ușilor din spate, tot spațiul suplimentar obținut astfel fiind atribuit locului din spate.
Deși nu a fost oferită spre vânzare publicului larg din America de Nord, această versiune a fost vândută în special flotelor de taxi.

## Istoric

### Prima generație (EN53; 1992–1997)
În primul trimestru al anului 1987, dezvoltarea noii serii de automobile Ford a început pe baza unei reproiectări cu numele de cod „EN53”. Modelul Crown Victoria a fost prezentat pe 28 noiembrie 1990, iar producția a început în ianuarie 1991 cu modelul Crown Victoria 1992, lansarea având loc în 21 martie 1991. Vânzările pentru parcurile auto au fost amânate timp de 14 luni pentru a maximiza disponibilitatea vehiculelor la lansare.

#### Șasiul
În loc să proiecteze o platformă complet nouă pentru Crown Victoria, Ford a decis să păstreze platforma Panther a predecesorului Crown Victoria LTD. Deși această platformă a fost lansată în 1978, au fost făcute modificări ample asupra șasiului pentru a oferi o manevrabilitate mai bună, fiind îmbunătățite major și reglarea direcției și suspensiile.

#### Caracteristici
La fel ca predecesorul său, Crown Victoria LTD, prima generație de Crown Victoria a fost un automobil cu șase locuri.
Modelul EN53 din 1991 avea în dotare o pernă de aer pentru șofer, existând posibilitatea de a alege opțiunea cu perne de aer și pentru pasageri. În 1993 acest lucru a devenit obligatoriu, astfel încât modelele care au fost produse începând cu anul 1994 erau prevăzute cu perne de aer atât pentru șofer cât și pentru pasageri.

#### Modelul Touring Sedan
Pentru modelul 1992, Ford a introdus varianta Crown Victoria Touring Sedan, un model conceput special pentru îmbunătățirea performanței. Acesta avea o serie de îmbunătățiri ale suspensiilor și a manevrabilități. Versiunea pentru poliție avea 210 cai putere, includea suspensii mai grele și anvelope mai largi, iar limitatorul de viteză era îndepărtat.

### A doua generație (EN114; 1998–2012)
A doua generație de Crown Victoria a fost oferită spre vânzare începând cu 26 decembrie 1997.
Pentru modelul LX din anul 2000, Ford a oferit posibilitatea de a adăuga scaune din piele ca opțiune.

## Vânzări în Statele Unite ale Americii
| An calendaristic | Unități vândute în Statele Unite |
| ---------------- | -------------------------------- |
| 1993             | 101.685                          |
| 1994             | 103.040                          |
| 1995             | 98.163                           |
| 1996             | 108.789                          |
| 1997             | 107.872                          |
| 1998             | 111.531                          |
| 1999             | 114.669                          |
| 2000             | 92.047                           |
| 2001             | 95.261                           |
| 2002             | 79.716                           |
| 2003             | 78.541                           |
| 2004             | 70.816                           |
| 2005             | 63.939                           |
| 2006             | 62.976                           |
| 2007             | 60.901                           |
| 2008             | 48.557                           |
| 2009             | 33.255                           |
| 2010             | 33.722                           |
| 2011             | 46.725                           |
| 2012             | 4.429                            |

## Galerie

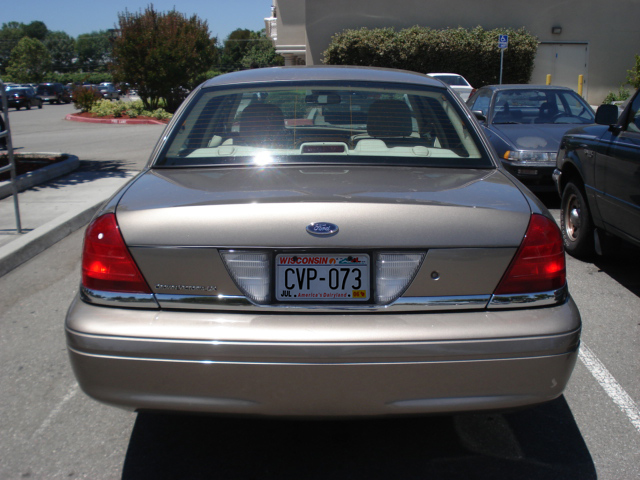
Ford Crown Victoria (2005), vedere din spate
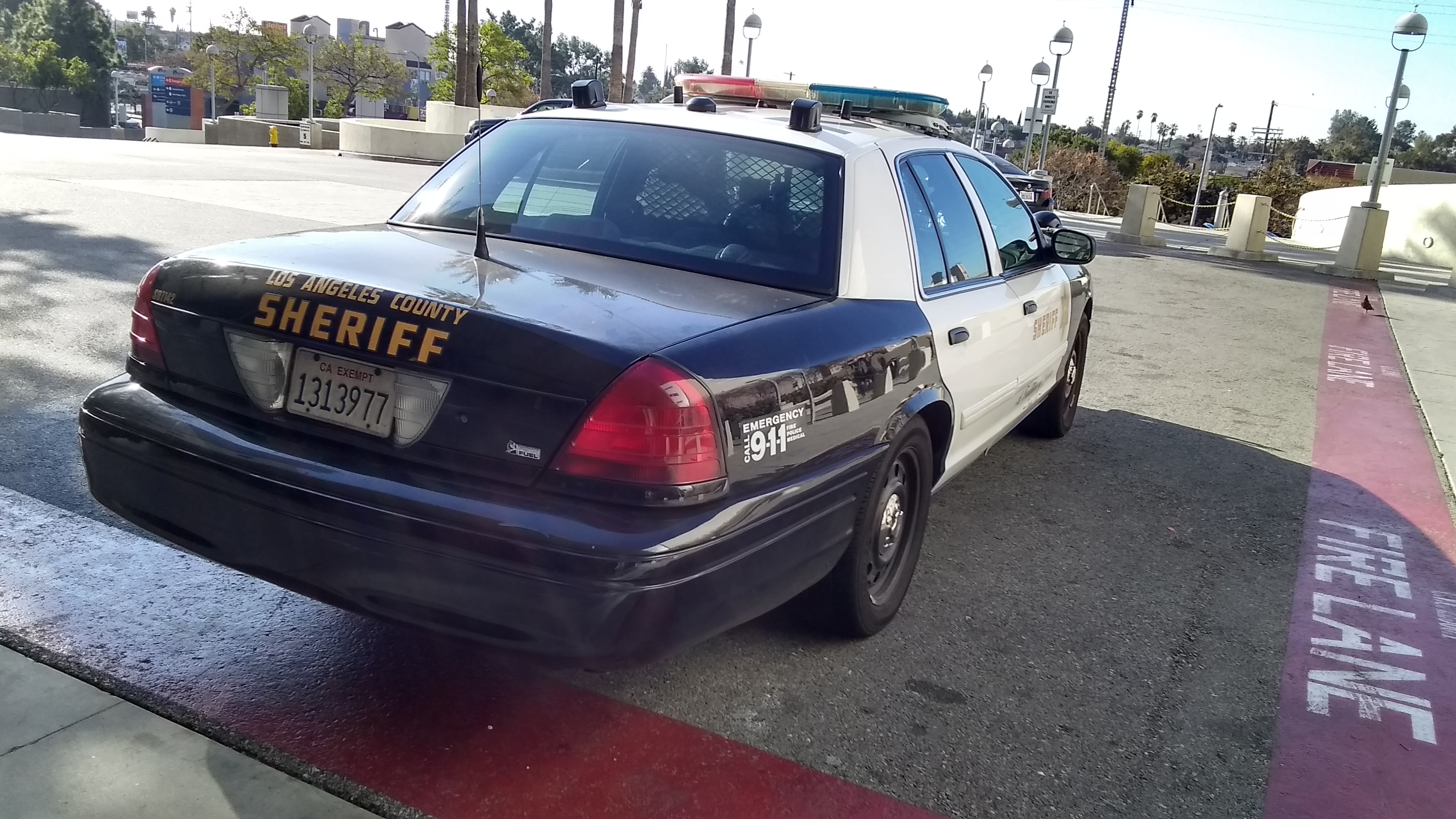
Ford Crown Victoria, varianta Police Interceptor aparținând Los Angeles County Sheriff's Department, SUA
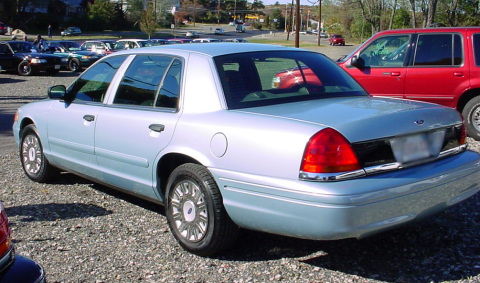
Ford Crown Victoria (1998), versiunea cu ampatament lung
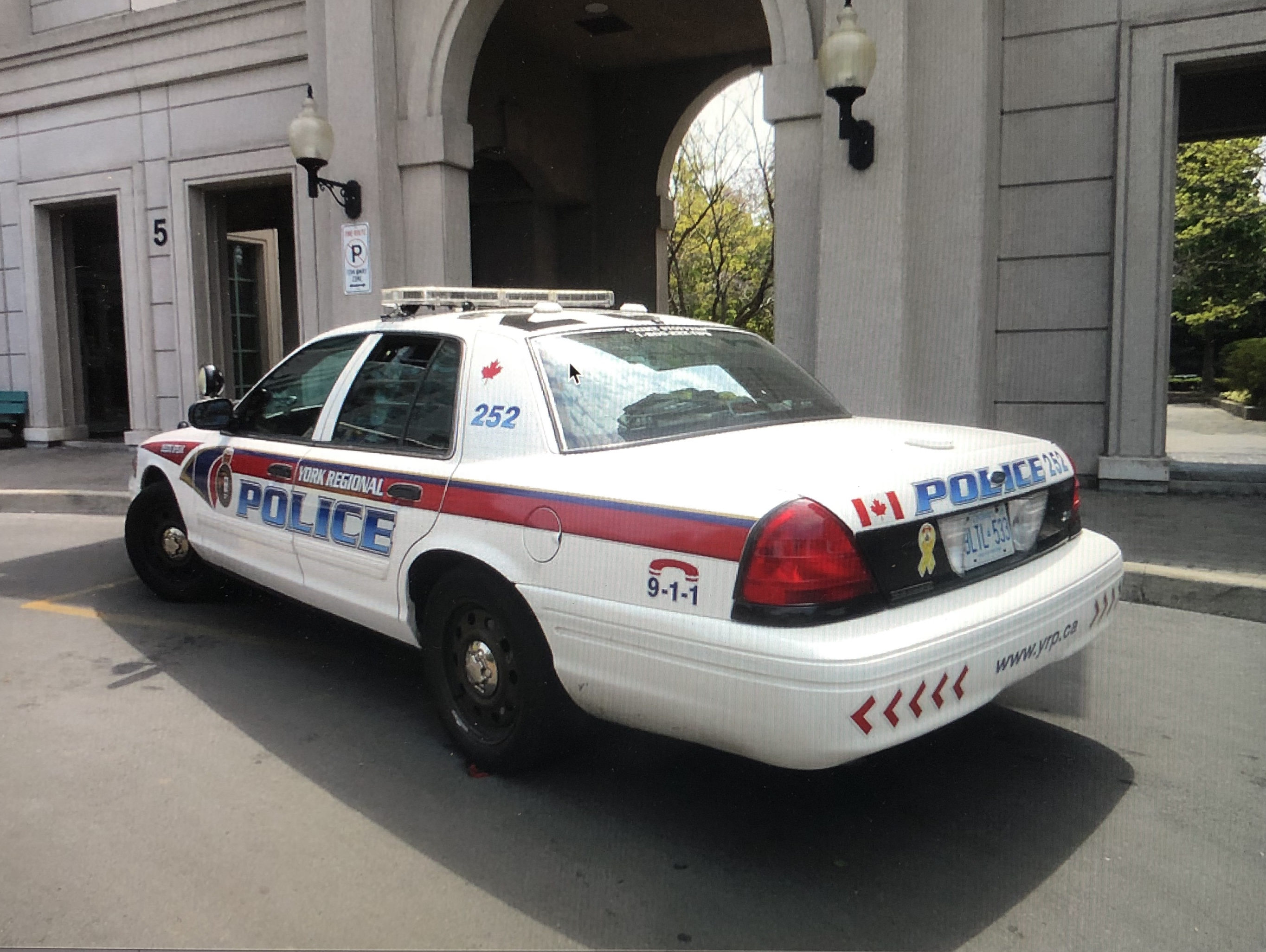
Crown Victoria al Poliției Regionale York, Canada
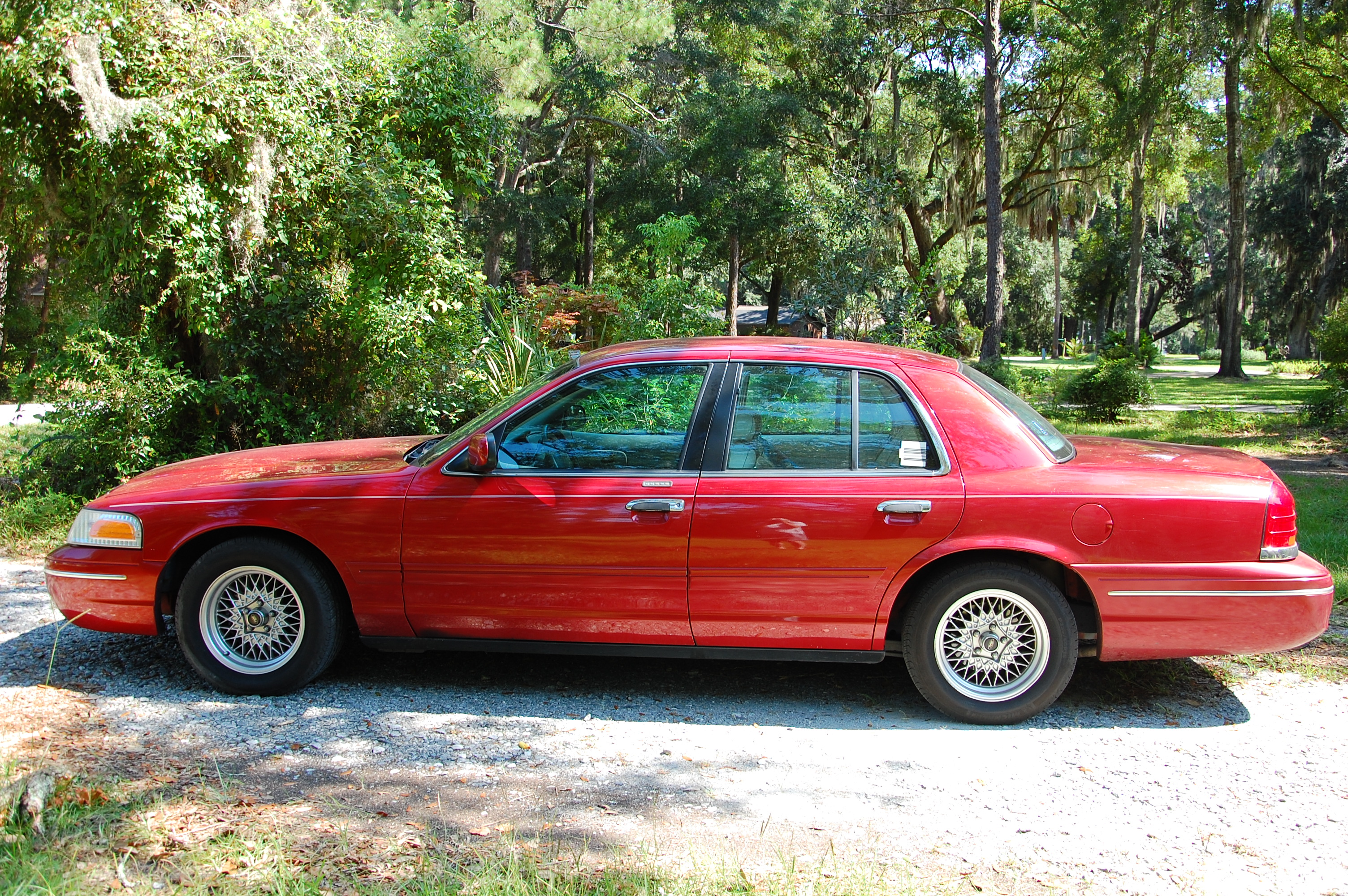
Ford Crown Victoria (1999) roșu
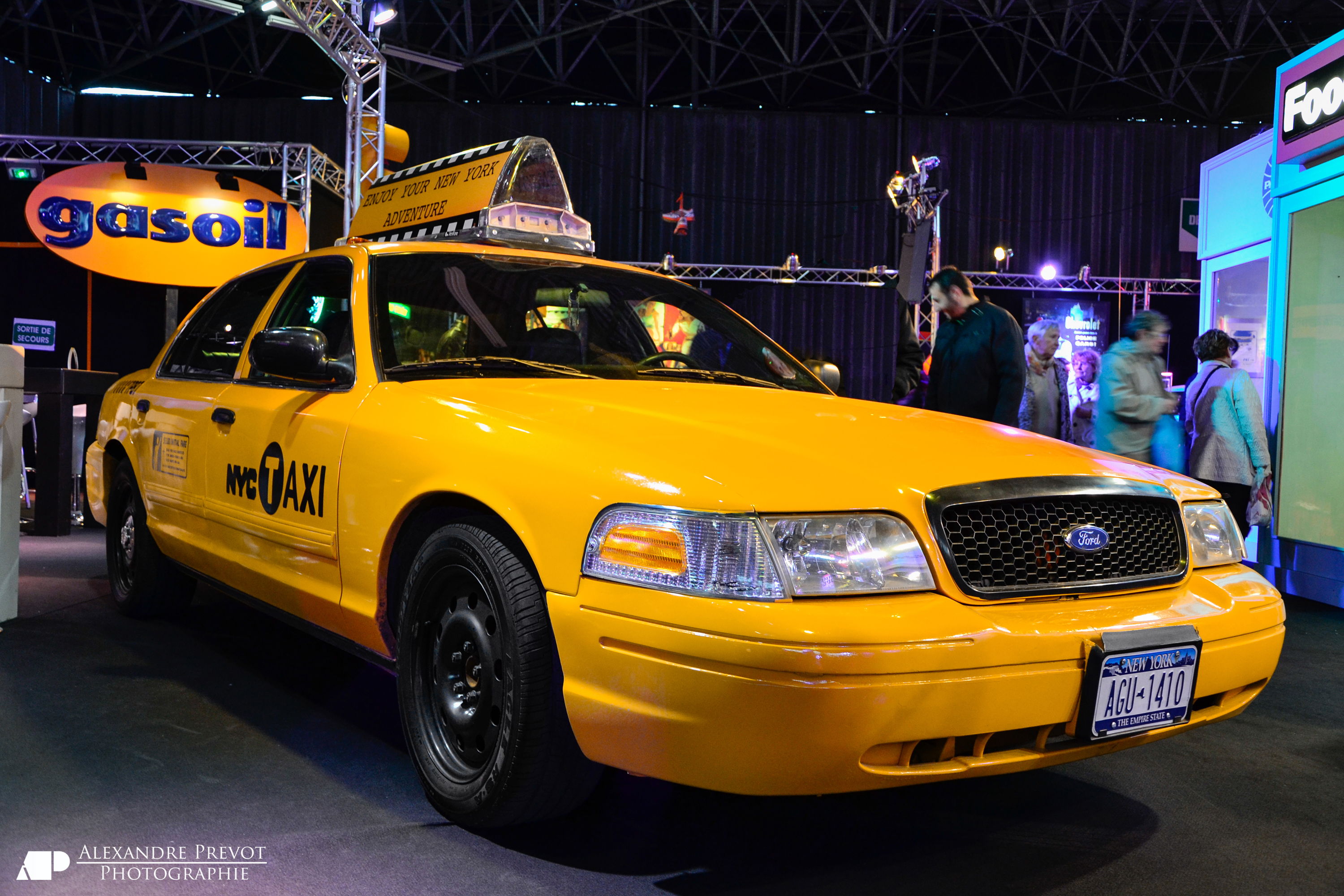
Taxi Ford Crown Victoria
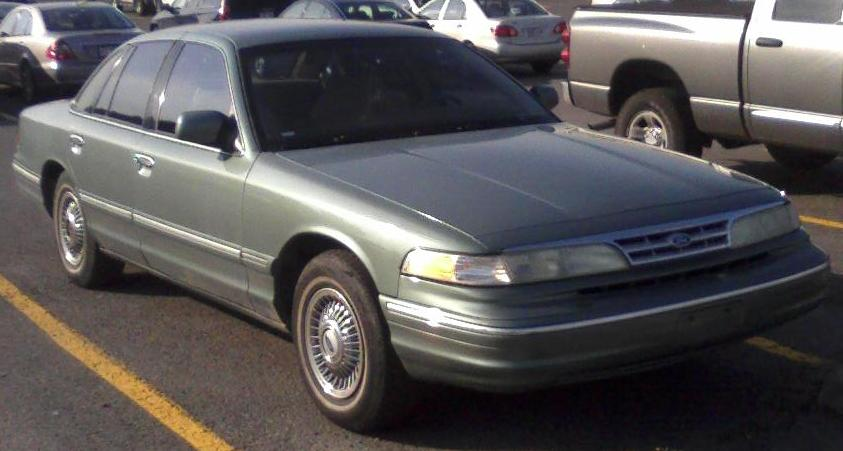
Ford Crown Victoria (Prima generație: 1995-1997)